# Atletisme als Jocs Olímpics d'Estiu de 1908 - 1.500 metres masculins
Els 1.500 metres masculins va ser una de les proves disputades durant els Jocs Olímpics de Londres de 1908. La prova es va disputar el 13 i 14 de juliol, amb la presència de 44 atletes de 15 nacions diferents. Les sèries es van disputar el 13 de juliol i els vencedors de cadascuna d'elles passava la final, que es disputà el 14 de juliol. La cursa es van disputar en una pista de 536,45 metres de circumferència o, cosa que és equivalent, 1⁄3 de milla.

## Medallistes
| Or                 | Plata                  | Bronze               |
| Mel Sheppard (USA) | Harold A. Wilson (GBR) | Norman Hallows (GBR) |

## Rècords
Aquests eren els rècords del món i olímpic que hi havia abans de la celebració dels Jocs Olímpics de 1908.
| Rècord del Món | 3' 59.8" (*)  | Harold A. Wilson | Londres (GBR)     | 30 de maig de 1908    |
| Rècord Olímpic | 4' 05.4" (**) | James Lightbody  | Saint Louis (USA) | 1 de setembre de 1904 |

(*) No oficial
(**) Aquesta cursa es va disputar en una pista de 536,45 metres=1⁄3 de milla de circumferència.
En la segona semifinal Mel Sheppard va establir un nou rècord olímpic amb un temps de 4' 05.0", però en la següent semifinal fou millorat per Norman Hallows, que va córrer en 4' 03.4". En la final Mel Sheppard va igualar aquest temps de 4' 03.4".

## Resultats

### Semifinals
Les semifinals dels 1.500 metres masculins foren la primera prova del programa atlètic dels Jocs Olímpics de 1908 i es van disputar el dilluns 13 de juliol. El més ràpid de cada cursa passava a la final, que es disputaria l'endemà, mentre la resta quedaven eliminats.
Semifinal 1
Meadows, de Fleurac, Smith i Lightbody lideraren la cursa, però el vencedor fou Sullivan amb sis iardes d'avantatge.
| Posició | Atleta                  | Temps      | Qual. |
| ------- | ----------------------- | ---------- | ----- |
| 1       | James Sullivan (USA)    | 4:07.6     | Q     |
| 2       | James Lightbody (USA)   | 4:08.6     |       |
| 3       | Frederick Meadows (CAN) | 4:12.2     |       |
| 4       | Francis Knott (GBR)     | Desconegut |       |
| 5       | Joseph M. Smith (GBR)   | Desconegut |       |
| 6       | Louis de Fleurac (FRA)  | Desconegut |       |
| 7       | Nils Dahl (NOR)         | Desconegut |       |
| 8       | Ödön Bodor (HUN)        | Desconegut |       |
| 9       | Jacques Keyser (NED)    | Desconegut |       |

Semifinal 2
Butterfield i Lee lideraren la cursa fins a la darrera volta, però Sheppard i Halstead demostraren la seva superioritat en la darrera volta i superaren al duet britànic. Sheppard guanyà la cursa millorant el rècord olímpic.
| Posició | Atleta                   | Temps      | Qual. |
| ------- | ------------------------ | ---------- | ----- |
| 1       | Mel Sheppard (USA)       | 4:05.0 OR  | Q     |
| 2       | John Halstead (USA)      | 4:05.6     |       |
| 3       | George Butterfield (GBR) | 4:11.8     |       |
| 4       | John W. Lee (GBR)        | (4:12.4)   |       |
| 5       | Joseph Lynch (ANZ)       | Desconegut |       |
| 6       | Kjeld Nielsen (DEN)      | Desconegut |       |
| 7       | Arno Hesse (GER)         | Desconegut |       |

Semifinal 3
Lunghi fou superat per Hallows en la darrera volta, que guanyà per dues iardes. Ambdós superaren el rècord olímpic establert per Sheppard en la semifinal anterior; els altres quatre participants abandonaren.
| Posició | Atleta                   | Temps        | Qual. |
| ------- | ------------------------ | ------------ | ----- |
| 1       | Norman Hallows (GBR)     | 4:03.4 OR    | Q     |
| 2       | Emilio Lunghi (ITA)      | 4:03.8       |       |
| —       | Evert Björn (SWE)        | No finalitza |       |
| —       | Massimo Cartasegna (ITA) | No finalitza |       |
| —       | Frank Riley (USA)        | No finalitza |       |
| —       | Charles Swain (ANZ)      | No finalitza |       |

Semifinal 4
McGough liderà la major part de la cursa, però Loney i Coe el superaren en el darrer tram de la cursa en la lluita per la victòria. Loney guanyà per dues iardes.
| Posició | Atleta                   | Temps      | Qual. |
| ------- | ------------------------ | ---------- | ----- |
| 1       | Vincent Loney (GBR)      | 4:08.4     | Q     |
| 2       | Harry Coe (USA)          | 4:09.2     |       |
| 3       | John McGough (GBR)       | 4:16.4     |       |
| 4       | Stefanos Dimitrios (GRE) | Desconegut |       |
| 5       | Joseph Dreher (FRA)      | Desconegut |       |

Semifinal 5
Raugeneau abandona en la segona volta. Tait guanya per 15 iardes.
| Posició | Atleta                  | Temps        | Qual. |
| ------- | ----------------------- | ------------ | ----- |
| 1       | John Tait (CAN)         | 4:12.2       | Q     |
| 2       | József Nagy (HUN)       | 4:19.6       |       |
| 3       | Fredrik Svanström (FIN) | 4:25.2       |       |
| —       | Gaston Ragueneau (FRA)  | No finalitza |       |

Semifinal 6
Deakin guanya per setanta-cinc iardes.
| Posició | Atleta                | Temps  | Qual. |
| ------- | --------------------- | ------ | ----- |
| 1       | Joe Deakin (GBR)      | 4:13.6 | Q     |
| 2       | Andreas Breynck (GER) | 4:30.0 |       |
| 3       | Arie Vosbergen (NED)  | 4:38.6 |       |

Semifinal 7
Galbraith lidera la major part de la cursa, però finalment Wilson és el vencedor amb 30 iardes.
| Posició | Atleta                  | Temps  | Qual. |
| ------- | ----------------------- | ------ | ----- |
| 1       | Harold Wilson (GBR)     | 4:11.4 | Q     |
| 2       | Jean Bouin (FRA)        | 4:17.0 |       |
| 3       | William Galbraith (CAN) | 4:20.2 |       |

Semifinal 8
Braun, Dahl i Crawford eren els principals candidats a la victòria. Crawford va guanyar per quatre iardes.
| Posició | Atleta                       | Temps      | Qual. |
| ------- | ---------------------------- | ---------- | ----- |
| 1       | Ivo Fairbairn-Crawford (GBR) | 4:09.2     | Q     |
| 2       | Edward Dahl (SWE)            | 4:10.4     |       |
| 3       | Hanns Braun (GER)            | 4:18.2     |       |
| 4       | Oscar Larsen (NOR)           | Desconegut |       |
| 5       | François Delloye (BEL)       | Desconegut |       |
| 6       | Axel Andersson (SWE)         | Desconegut |       |
| 7       | John E. Fitzgerald (CAN)     | Desconegut |       |

### Final
La final es va disputar el 14 de juliol de 1908.
Crawford va sortir molt ràpid, i això el va dur a liderar la cursa en els primers 500 metres, abans de trobar-se malament. Wilson, Hallows i Sheppard van atacar abans d'entrar a la recta final i Sheppard acabà guanyant per dues iardes, igualant el rècord olímpic que Hallows havia fert en semifinals.
| Posició | Atleta                       | Temps        |
| ------- | ---------------------------- | ------------ |
| 1       | Mel Sheppard (USA)           | 4:03.4 EOR   |
| 2       | Harold Wilson (GBR)          | 4:03.6       |
| 3       | Norman Hallows (GBR)         | 4:04.0       |
| 4       | John Tait (CAN)              | 4:06.8       |
| 5       | Ivo Fairbairn-Crawford (GBR) | 4:07.6       |
| 6       | Joe Deakin (GBR)             | 4:07.9       |
| —       | Vincent Loney (GBR)          | No finalitza |
| —       | James Sullivan (USA)         | No finalitza |